# Strada statale 15 racc Via Flavia
La strada statale 15 racc Via Flavia (SS 15 racc) era una strada statale italiana. Oggi è una strada gestita dal comune di Trieste.

## Percorso
Inizia dipartendosi dalla strada statale 15 Via Flavia nei pressi della zona industriale di Trieste per terminare nella zona di Cattinara e confluire nella strada statale 202 Triestina. Assume per tutta la sua interezza il nome di via Brigata Casale. Rappresenta una fondamentale via di collegamento tra la città e il Carso.
È stata consegnata al Comune di Trieste nel 1997.